# Kimolos
Kimolos är en ö i sydvästra delen av arkipelagen Kykladerna, Egeiska havet, Grekland nära den större ön Milos. Den anses vara en lantlig medelklassö med lite turism. Färjorna kan därför vara av sämre kvalitet. Kimolos är det administrativa centrumet i kommunen Kimolos som utöver Kimolos innehåller de obebodda öarna Polyaigos, Aghios Eustatios och Aghios Georgios. Kommunens totala markyta uppgår till 53,251 km² (av vilka huvudön utgör 36 km²) och har en folkmängd på 769 invånare enligt folkräkningen år 2001.

## Historia
Kimolos är en ö med en rik historia. Namnet kommer från Kimolos, den första invånaren på ön enligt historien. Echinousa är ett annat namn på ön som användes under antiken, förmodligen på grund av det grekiska ordet för huggorm, Echidna, som är väldigt vanlig på ön. Under antiken var det ett slagfält mellan Aten, som härskade över Kimolos, och Sparta, som härskade över Milos. Under medeltiden kallades ön Argentiera på grund av de silverfärgade klipporna på den södra kusten. Tillsammans med resten av Grekland styrdes ön av osmanska riket fram till 1829 då ön annekterades av grekiska staten tillsammans med resten av Kykladerna.

## Invånare
Under mer än 150 år, likt resten av Greklands lantliga områden, var ön fattig och agrikulturell, fram till tidiga 1990-talet då de första turisterna började komma. Men enligt den senaste folkräkningen tycks befolkningen minska och inte mindre än 600 invånare lämnar ön (mestadels pensionärer) under vintern. De flesta arbetande invånarna arbetar med turism på sommaren och jordbruk på vintern. Väldigt få går i skolan på ön.